# Циблский край
Ци́блский край (латыш. Ciblas novads) — бывшая административно-территориальная единица на востоке Латвии, в историко-культурной области Латгалия. Край состоял из пяти волостей, центром края являлось село Блонти. Площадь края составляла 509,4 км².
Край был образован 1 июля 2009 года из части упразднённого Лудзенского района.
В 2021 году в результате новой административно-территориальной реформы Циблский край был упразднён.

## Население
По оценке на 1 января 2015 года, население края составляло 2707 постоянных жителей, на 1 января 2010 года — 3329 человек.

### Национальный состав
Национальный состав населения края по оценке на 1 января 2010 года:
| Национальность | Численность, чел. (2010) | %       |
| -------------- | ------------------------ | ------- |
| Латыши         | 2494                     | 74,92 % |
| Русские        | 672                      | 20,19 % |
| Белорусы       | 68                       | 2,04 %  |
| Другие         | 95                       | 2,85 %  |

Национальный состав населения края по итогам переписи населения Латвии 2011 года:
| Национальность        | Численность, чел. (2011) | %        |
| --------------------- | ------------------------ | -------- |
| Латыши                | 2248                     | 78,19 %  |
| в том числе латгальцы | 1919                     | 66,75 %  |
| Русские               | 516                      | 17,95 %  |
| Белорусы              | 40                       | 1,39 %   |
| Украинцы              | 31                       | 1,08 %   |
| Поляки                | 15                       | 0,52 %   |
| Литовцы               | 7                        | 0,24 %   |
| Другие                | 18                       | 0,63 %   |
| всего                 | 2875                     | 100,00 % |

## Территориальное деление
- Блонтинская волость (латыш. Blontu pagasts)
- Звиргзденская волость (латыш. Zvirgzdenes pagasts)
- Лидумниекская волость (латыш. Līdumnieku pagasts)
- Пушмуцовская волость (латыш. Pušmucovas pagasts)
- Циблинская волость (латыш. Ciblas pagasts)